# König River
Koordinaten: 54° 9′ S, 36° 48′ W
Der König River ist ein Gletscherbach auf Südgeorgien im Südatlantik. Er fließt vom Lake König in nördlicher Richtung zur Fortuna Bay. Der See wiederum wird durch das Schmelzwasser des König-Gletschers gespeist.
Das UK Antarctic Place-Names Committee benannte ihn 2013 in Anlehnung an die Benennung des gleichnamigen Gletschers. Dessen Namensgeber ist der österreichische Bergsteiger Felix König (1880–1945), Teilnehmer an der Zweiten Deutschen Antarktisexpedition (1911–1912) unter der Leitung von Wilhelm Filchner.